# Stensån
Stensån är ett mindre vattendrag i Halland och Skåne, med mynning nära Båstad i Hemmeslövsstrand. 

## Djur- och växtliv
Stensån är klassad som riksintresse på grund av sina lax- och öringsstammar. Stensån är unik i Sverige[källa behövs] på så sätt att det inte har släppts ut någon förädlad fisk. Den är fri från vandringshinder. Fiskstammarna är ursprungliga. Fiskevården inriktas på denna grund. Fiskarter som förekommer är stationär öring, havsöring, lax, abborre, gädda, id, ål, grönling och havsnejonöga. 1998 fångades det ungefär 140 laxar. Största lax vägde ca 12 kg. Största havsöring ca 8 kg.

## Sträckning
Stensån har sitt källflöde i trakten av Skånes Fagerhult och Vita sjö i norra Skåne. Den rinner in i Halland genom Sjöaltesjön och fortsätter vidare längs med Hallandsåsen med många forsande och steniga partier som gett ån dess namn.
Nedströms Åstarps bro tar jordbrukmarken vid och flödet blir lugnare med några få strömsträckor ner till Vindrarps bro. Den snabba tillrinningen från åsens nordsluttning kan här få ån att svämma över och bilda en sjö. Skillnaden mellan högsta och lägsta vattennivå är uppmätt till 3 meter. Nedströms Vindrarps bro ringlar sig ån vidare genom jordbrukslandskapet till Hasslövs bro. Härifrån flyter den lugnt i ett kanalliknande lopp, ett resultat av tidigare rensningar och uträtningar, där den innan dess meandrat (slingrat) sig fram förbi Skottorps slott och under den gamla bron vid E6, som är fiskeområdets gräns i väster. I Skummeslövsstrand rann Stensån tidigare vinkelrätt ut i havet, men flygsand dämde på 1600-talet upp ån som grävde sig en ny längre fåra.

## Galleri

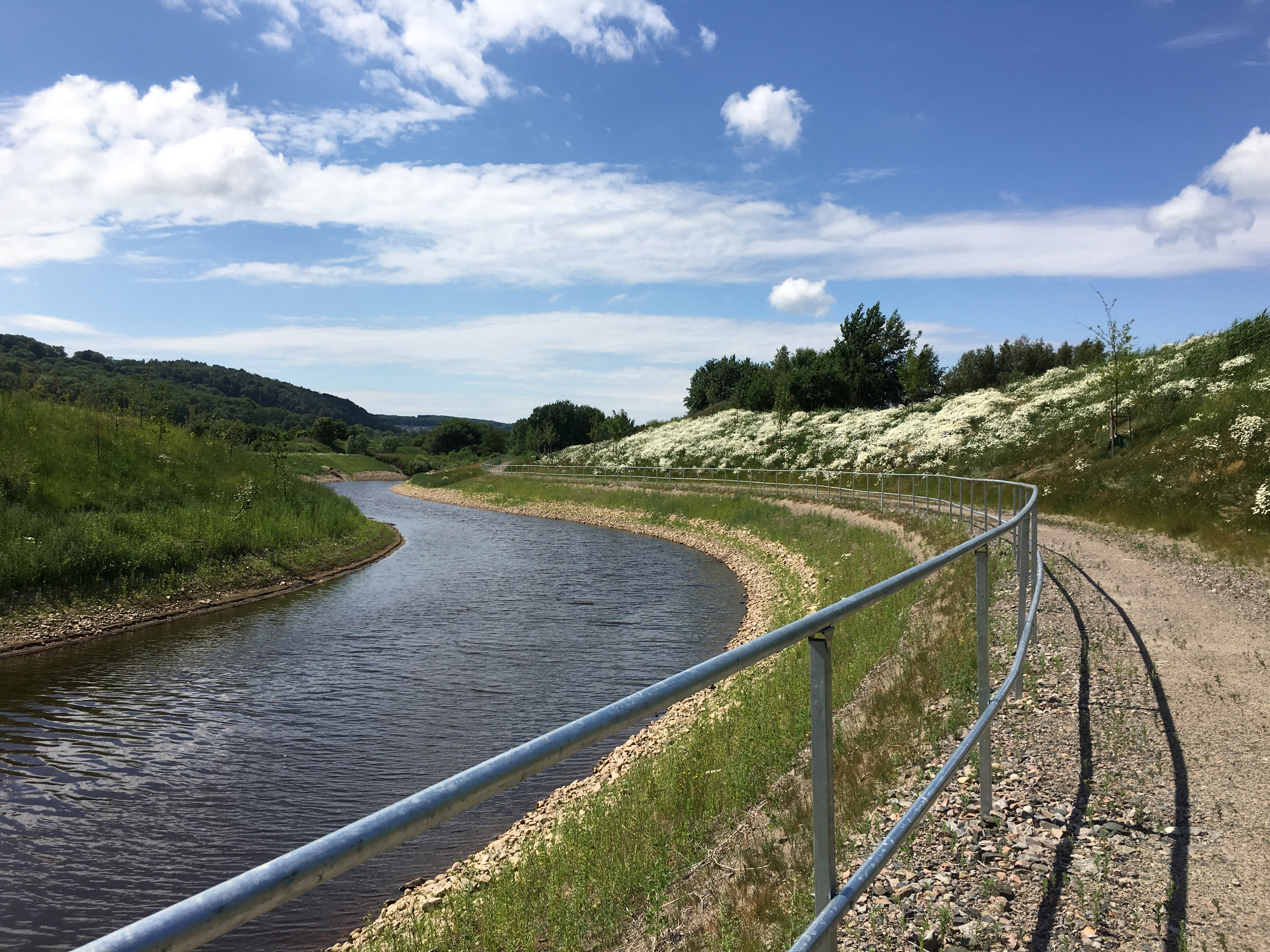
Åstad vid Stensån
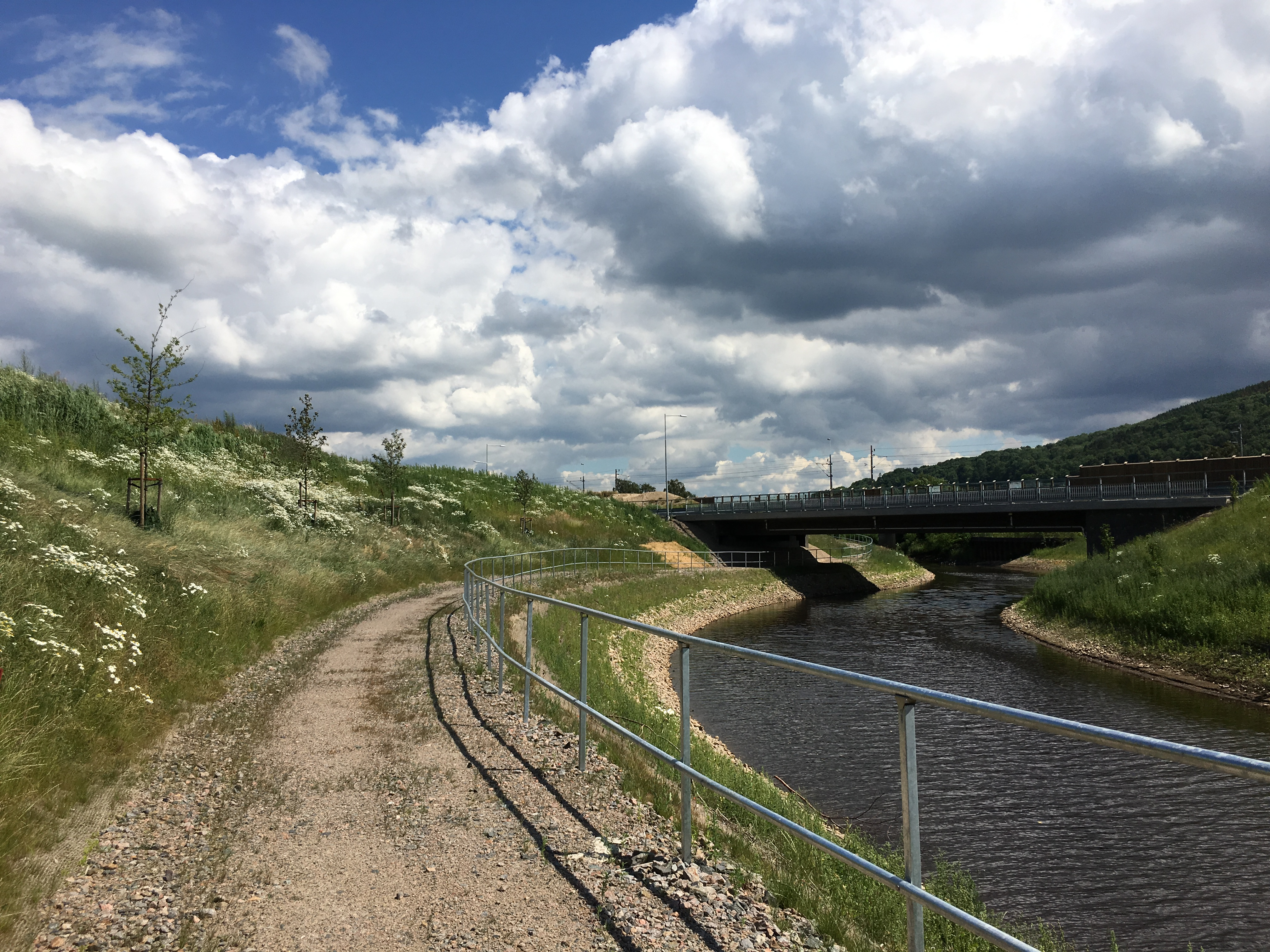
Bron över Stensån vid Åstad